# Sharyngol
Sharyngol (Шарынгол)  est une ville de Mongolie, située dans la province de Darkhan-Uul.
Sa population en 2010 était estimée à 7 795 habitants, ce qui en fait une des villes les plus peuplées du nord de la Mongolie. Une mine de charbon se trouve à proximité.